# Блумфилд, Майкл Джон
Майкл Джон Блумфилд (англ. Michael John "Bloomer" Bloomfield ; род. 1959) — американский астронавт НАСА, полковник ВВС (на 2003 год). Участник трёх полётов на «Спейс шаттл» — STS-86, STS-97, STS-110.

## Детство
Родился 16 марта 1959 года в городе Флинт (Flint), штат Мичиган, но своим родным городом считает Лэйк Фэнтон (Lake Fenton) того же штата.

## Образование и научные звания
После окончания в 1977 году средней школы в городе Лэйк Фэнтон Майкл Блумфилд получил степени бакалавра (1981) по теоретической механике в Академии ВВС США и магистра наук (1993) по управлению проектированием в Университете Олд-Доминион.

## Военная служба
В 1981 году поступил на службу в ВВС США. Прошёл лётную подготовку (Undergraduate Pilot Training) на авиабазе Вэнс (Vance AFB) в штате Оклахома и в 1983 году стал пилотом самолёта F-15. С 1983 по 1986 год служил лётчиком и лётчиком-инструктором F-15 на авиабазе Холломан (Holloman AFB) в штате Нью-Мексико. С 1987 по 1988 год служил лётчиком-инструктором на базе ВВС Битбург (Bitburg Air Base) в Германии. С 1989 по 1992 год служил в 48-й авиаэскадрилье перехватчиков на авиабазе Лэнгли (Langely AFB), штат Вирджиния. В 1992 году прошёл подготовку в школе лётчиков-испытателей ВВС (USAF Test Pilot School, класс 92A), которую окончил с отличием. После обучения служил на авиабазе Эдвардс (Edwards AFB) в Калифорнии в качестве командира 416-й испытательной эскадрильи (416th Flight Test Squadron) и участвовал в испытаниях модификаций самолёта F-16. В марте 2004 года, оставаясь астронавтом НАСА был назначен директором кафедры физкультуры (director of athletics) Академии ВВС США (U.S. Air Force Academy).

## Космическая подготовка
Отобран НАСА в декабре 1994 года, о чем Блумфилду сообщили в марте 1995 года, после чего в течение года прошёл курс обучения и тренировок в Космическом центре Джонсона по Общекосмической подготовке(ОКП). После обучения получил квалификацию «пилот шаттла» и назначение в Отделение планирования операций(Operations Planning Branch) отдела астронавтов НАСА.

## Полёты в космос
- STS-86[3] (шаттл Атлантис) — в качестве пилота со 26 сентября по 6 октября 1997 года. Продолжительность полёта шаттла- 10 суток 19 часов 20 минут 50 секунд. Основная задача — стыковка со станцией Мир и замена американского члена экипажа.
- STS-97[4] (шаттл Индевор) — в качестве пилота с 1 по 11 декабря 2000 года. Продолжительность полёта — 10 суток 19 часов 57 минут 24 секунды. Цель полёта — доставка на МКС фермы с солнечными батареями P6 и различных грузов.
- STS-110[5] (шаттл Атлантис) — в качестве командира корабля с 8 по 19 апреля 2002 года. Продолжительность полёта — 10 суток 19 часов 42 минуты 39 секунд. Задача миссии — доставка на МКС фермы S0 и различных грузов.

В общей сложности провёл в космосе более 259 часов.

## Воинские звания
- 1994 год — майор ВВС.
- 2000 год — подполковник ВВС.
- 2003 год — полковник ВВС.

## Профессиональная деятельность
После ухода из НАСА в октябре 2007 года работал вице-президентом Отделения компании «ATK Launch Systems» по компонентам для программы Созвездие (англ. Constellation), в её новом офисе в Хьюстоне (Houston), штат Техас. С декабря 2010 года работал вице-президентом, Главным управляющим Отделения космических систем (Space System Division) в Корпорации Oceaneering International, Inc.

## Семья
- Отец — Роджер Блумфилд (Rodger Bloomfield).
- Мать — Максин Блумфилд (Maxine Bloomfield).
- Жена — Лорри Миллер. У них двое детей.

Увлечения — чтение, садоводство, бег, софтбол и лыжи, любые спортивные мероприятия. Во время обучения в Академии ВВС США был капитаном футбольной команды «Falcon» (Сокол).